# Schwafheim

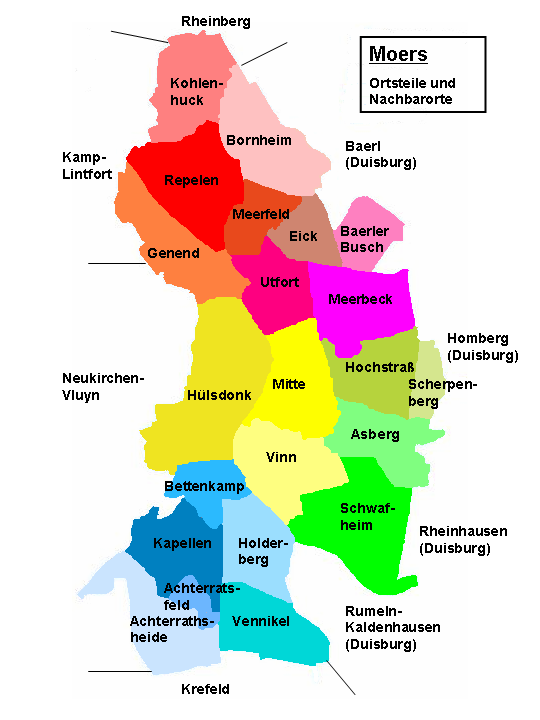
Wohnplätze von Moers; Schwafheim liegt im südöstlichen Bereich von Moers

Schwafheim ist ein Ortsteil (offiziell Wohnplatz) des Stadtteils Moers im Südosten von Moers im Kreis Wesel in Nordrhein-Westfalen.

## Lage
Der Ortsteil grenzt im Nordwesten an Vinn, im Norden an Asberg, im Osten an die Stadt Duisburg, Stadtbezirk Rheinhausen, konkret an die Ortsteile Burgfeld und Trompet des Duisburger Stadtteils Bergheim, im Süden begrenzt durch den Bachlauf der Schwafheimer Bruchkendel an Rumeln-Kaldenhausen und im Südwesten an Holderberg.
Berühmt für Schwafheim war das Naturdenkmal, die sogenannte ca. 500 Jahre alte Kaisers Buche am Heideweg. Sie musste am 10. August 2015 gefällt werden. Im Ortsteil liegen vier aus ehemaligen Kiesgruben entstandene Seen (u. a. der Bergsee), die zum Teil als Naherholungsgebiete genutzt werden. Die Landesstraße 137 (ehem. Bundesstraße 57) quert den Ortsteil in nord-südlicher Richtung.

## Geschichte

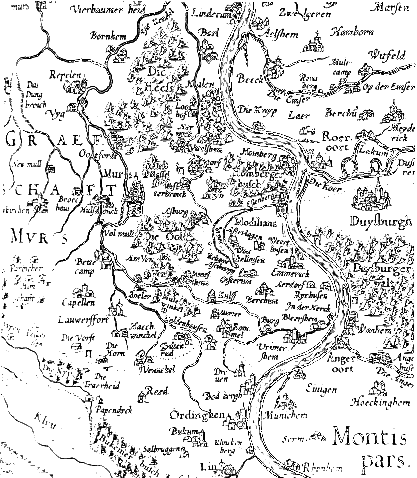
Karte der Grafschaft Moers von Gerhard Mercator 1591 mit „Swaefheim“

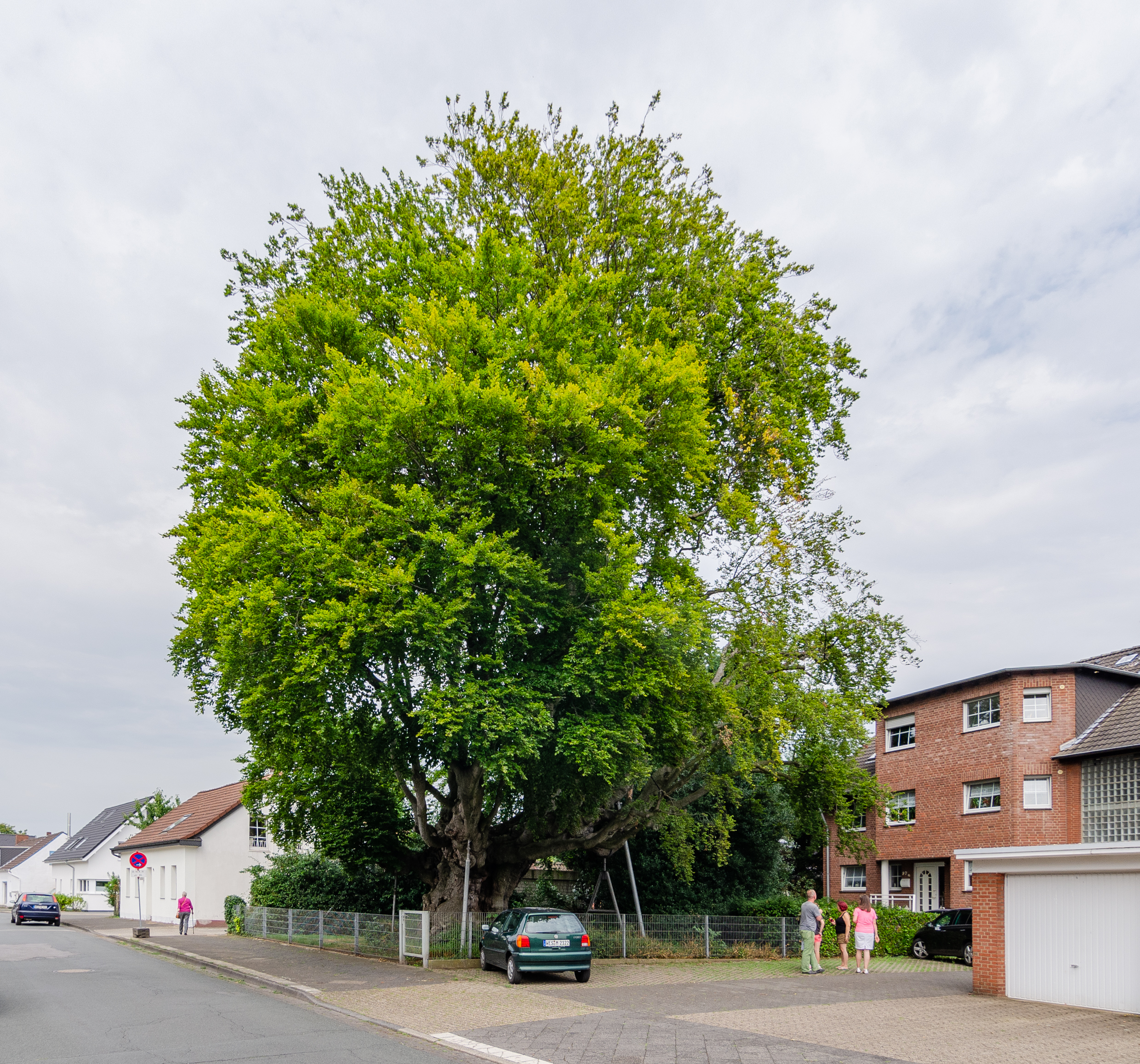
Ehem. Naturdenkmal Kaisers Buche

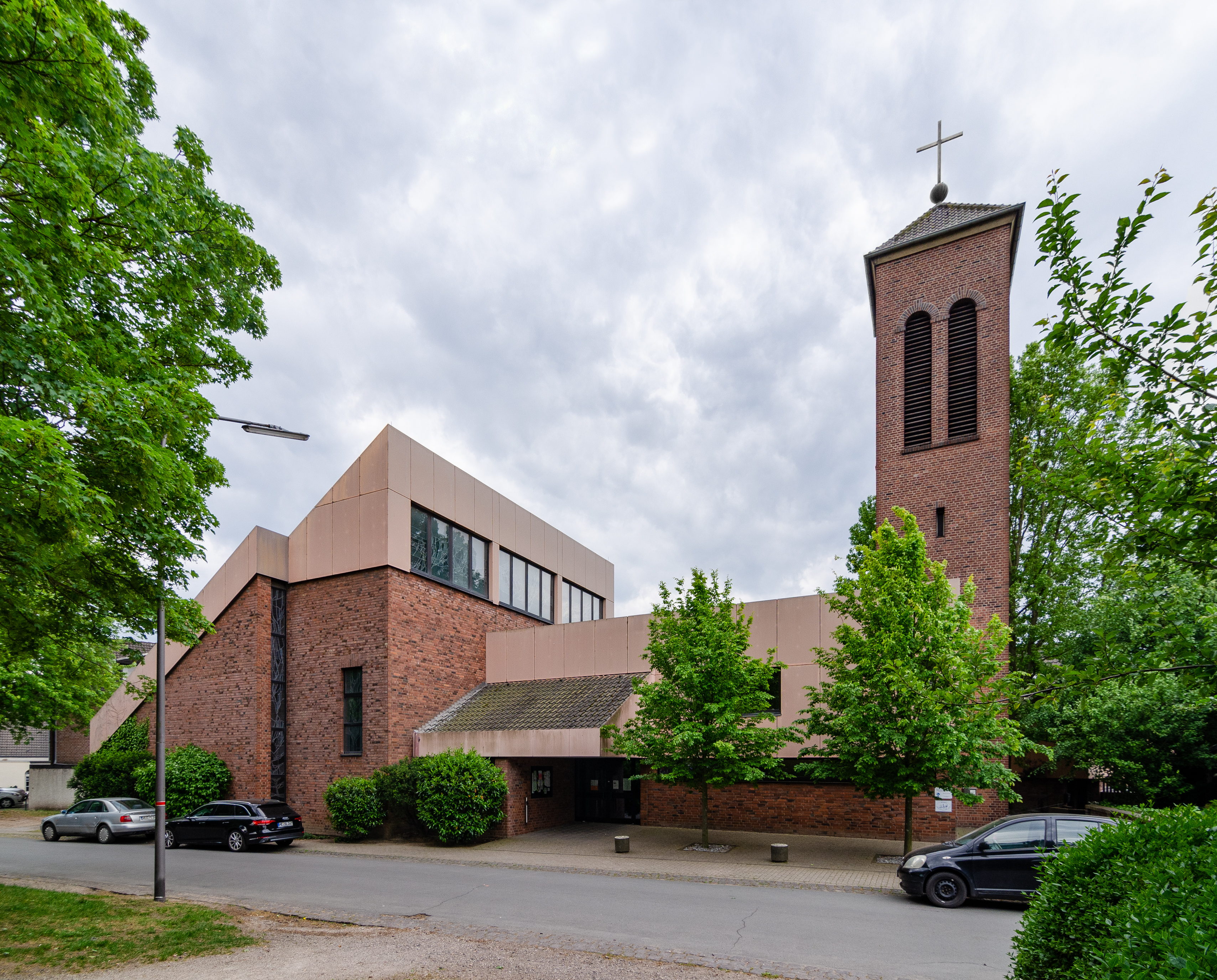
Evangelische Dorfkirche (2020)

Nachweisbare Spuren von dem zumindest zeitweiligen Aufenthalt von Menschen im Gebiet von Schwafheim gibt es bis zur Römerzeit am Niederrhein nur wenige. Lediglich an einigen Stellen des Südwestens im Bereich von Vinnbusch wurden Feuersteinklingen und Trümmer von der Bearbeitung von Feuerstein aus der Steinzeit und einige Einzelfunde von prähistorischen Scherben aus der frühen Eisenzeit gefunden. Da Schwafheim südlich von Asberg liegt und die historische Römerstraße die südöstlichen Grenze von Schwafheim ist, sind aus der Römerzeit deutlich mehr Funde ausgegraben worden. Beispielsweise wurden im Bereich der Römerstraße über 200 Brandgräber und ein römischer Grabstein gefunden. Aber auch im Bereich „Auf der Heide“ wurde ein römischer Tuffsteinsarg mit Skelettresten und zwei Münzen von 159/160 n. Chr. ermittelt und weiterhin die Reste eines Hauses mit Fundamentresten, Ziegel und Münzen ausgegraben.
Geistlicher Grundbesitz in Schwafheim durch die Abtei Werden im Frühmittelalter ist nachweisbar. Im Urbar dieser Abtei, das um 900 entstand, wird ein Einzelgut des Herrenhofes Friemersheim in „Suab(f)hem“  angeführt. Die Ortsnamen Suafhem, Suefhem oder auch Svafhem, die auch im 9. Jahrhundert in den Urkunden des Klosters Werden erwähnt wurden, bedeuten „Haus oder Heim der Schwaben“. Mercator trägt auf seiner Karte von 1591 „Swaefheim“ ein. Die ehemalige kleine Bauerschaft Schwafheim gehörte zunächst den Freiherren von Friemersheim, bis der hochverschuldete Ritter Bovo von Friemersheim am 13. Juni 1399 seine Herrschaft an die Moerser Grafen verkaufen musste.
Obwohl ab Beginn des 15. Jahrhunderts Schwafheim zur Grafschaft Moers gehörte, war der bäuerliche Weiler weiter von Friemersheim abhängig. Um 1624 war das Gebiet, unverändert wie auch bis Ende des 18. Jahrhunderts, nur dünn besiedelt und Schwafheim hatte lediglich zehn bis 12 Hofstellen. Anfang des 17. Jahrhunderts war das Gericht in Friemersheim sowohl für Kapellen als auch die Bauerschaften zwischen diesen zwei Ortschaften einschließlich Schwafheim zuständig. Auch nach der unter den Preußen 1770 durchgeführte Justizreform war unverändert in Friemersheim ein Untergericht angesiedelt, das dem Hauptgericht in Moers unterstand. Dies änderte sich erst unter den Franzosen ab 1794. Moers verlor bei der Modernisierung des Gerichtswesens seine zentrale Stellung zu Gunsten von Krefeld; in Moers verblieb ein Friedensgericht, das für den Kanton Moers zuständig war.
Nach 1794 wurde Schwafheim Teil des Kantons Meurs (Moers), der zum französischen Département de la Roer gehörte. Im zentralen Präfektursystem, das ab 1800 eingeführt wurde, wurde die Mairie Moers gebildet. Diese Mairie war neben der Stadt auch für Asberg, Fünderich, Hochstraß, Hülsdonk, Vinn und Schwafheim zuständig.
1814 kam es zum Zusammenbruch des französischen Kaiserreichs und der preußische König wurde wieder Landesherr. Danach wurde die preußische Rheinprovinz gebildet, zu der die gesamten Gebiete des Niederrheins gehörten. In einer Beschreibung des Regierungsbezirkes Düsseldorf von 1836 wurde das Dorf Schwafheim von der Bürgermeisterei Moers verwaltet. Neben dem städtischen Bereich gehörten fünf Landgemeinden zu dieser Bürgermeisterei. Das Dorf Schwafheim mit den Weilern Colve und Altenbruck war eine dieser Gemeinden mit einem eigenen Spezialhaushalt. 1834 hatte Schwafheim 45 Wohnhäuser mit 318 Bewohnern. Die Daten für Colve waren 3 Häuser und 20 Bewohner und für Altenbruck 5 und 43. Von den insgesamt 381 Bewohnern der Gemeinde gehörten 10 Personen zum katholischen Glauben, alle anderen waren Protestanten. Letztere gehörten zur evangelischen Gemeinde von Hochemmerich.
1901 umfasste die Gemeinde das Dorf Schwafheim und die Häusergruppen Altenbruch, Külve, Vinnbruch und den Bahnhofsbereich von Trompet. Im Ort lebten zu diesem Datum 873 Personen. Ab 1. April 1906 wurde Schwafheim gemeinsam mit Asberg, Hochstraß, Hülsdonk und Vinn nach Moers eingemeindet.

## Bevölkerungsentwicklung
- 1624: 0.024
- 1713: 0.021
- 1821: 0.267
- 1852: 0.476[11]
- 1895: 0.732[12]
- 1960: 2.500
- 1999: 6.863
- 2014: 7.367

## Verkehr
Schwafheim wird vom Schienenpersonennahverkehr der Niederrheinstrecke (dem sog. Hippeland-Express) in Nord-Süd-Richtung zwischen den Bahnhöfen Moers und (Duisburg-)Trompet durchschnitten. In Schwafheim befindet sich kein eigener Haltepunkt, obwohl dieses Thema immer wieder auf lokaler Ebene diskutiert wurde. An Buslinien verkehren in Schwafheim die von der NIAG betriebene Linie 914 (Moers – Friemersheim (Duisburg)) und die Schnellbuslinie SB 80 (Moers – Krefeld-Uerdingen via Rumeln-Kaldenhausen).

## Sehenswürdigkeiten und Bauwerke

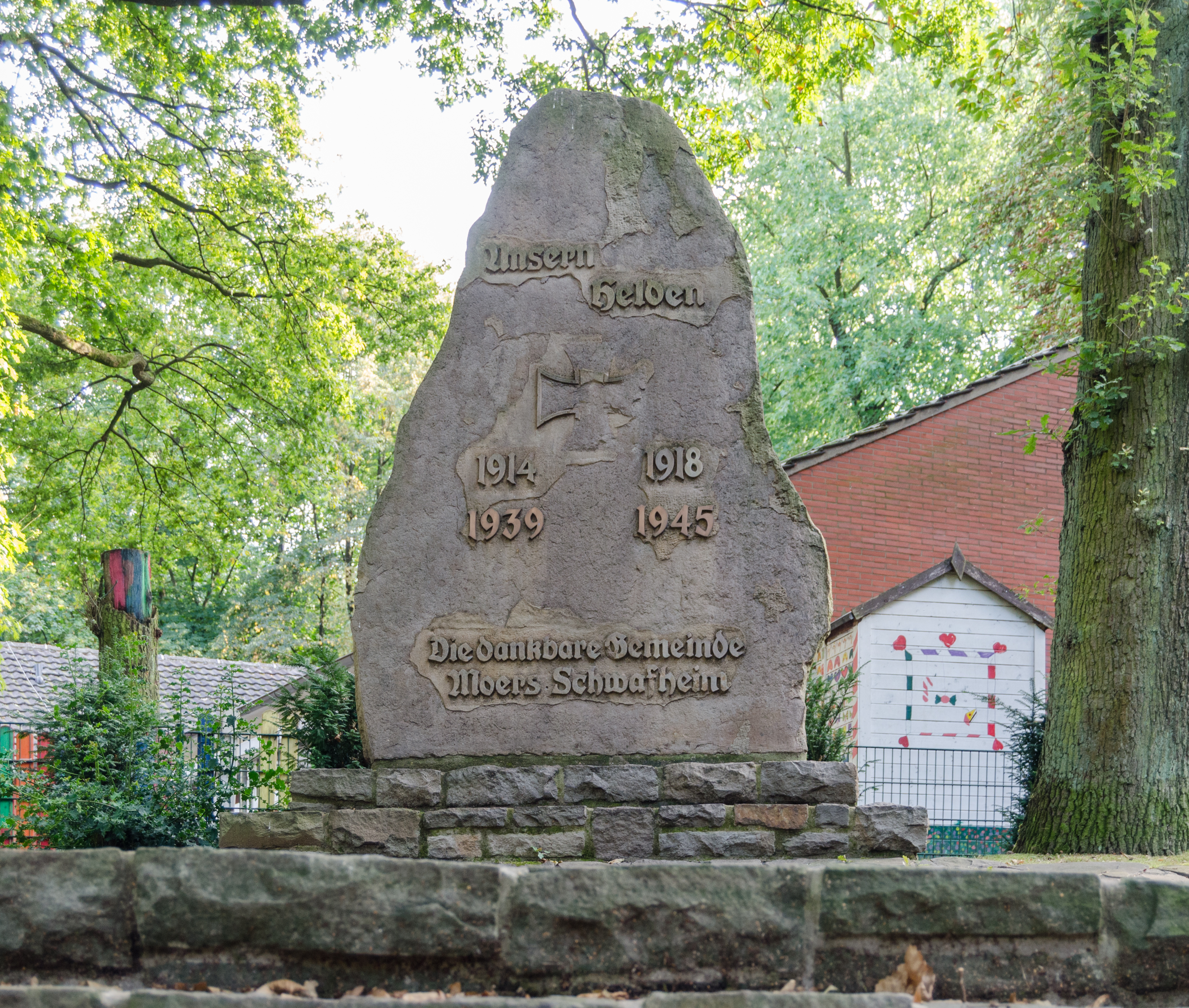
Findling des Kriegerehrenmals von 1936/37

Das von 1936 bis 1937 errichtete Kriegerdenkmal an der Maria-Djuk-Straße ist seit Mai 2015 als einziges Baudenkmal Schwafheims unter der Nummer 125 in der Liste der Baudenkmäler in Moers geführt. Daneben ist das als Landschaftsschutzgebiet ausgewiesene Areal des Bergsees und dessen umgebenen Grün- und Waldflächen eines der meistbesuchten Naherholungsgebiete von Moers.
Südwestlich von Schwafheim, in Holderberg und in Rumeln befindet sich das Naturschutzgebiet Schwafheimer Bruch mit dem Schwafheimer Meer. In der Bruchlandschaft mit ihren Seen trafen zwei ehemalige Hochflutrinnen des Rheins aufeinander, sodass der Rhein über Jahrhunderte ein- bis zweimal jährlich bei Hochwasser direkt an Schwafheim vorbeigeflossen ist. Das Naturschutzgebiet ist nicht unmittelbar zugänglich, kann allerdings entlang eines Lehrpfades umrundet werden. Die Verläufe dieser Hochflutrinnen können auch heute noch anhand der künstlich angelegten Kendel Schwafheimer Bruchkendel und Aubruchkanal nachvollzogen werden.
An der Ackerstraße befindet sich die 1978 erbaute Evangelische Dorfkirche. Ihr gegenüber an der Dorfstraße liegt der Schrapershof, eine ortsbildprägende, historische Hofanlage. Die heutigen Gebäude stammen aus dem Jahr 1876 und wurden 2004 aufwendig saniert und zu Eigentumswohnungen umgebaut.
Am Länglingsweg wurde 1976 die katholische Kirche St. Markus errichtet. Im Oktober 2010 fand in ihr der letzte Gottesdienst statt, bevor sie profaniert und später abgerissen wurde. An ihrer Stelle befindet sich nun ein Arzt- und Geschäftshaus.